# Shaved Fish
《Shaved Fish》는 1975년 발표된 존 레논의 베스트 음반이다. 존의 첫 베스트 음반이자 생전 발표된 유일한 베스트 음반이다.  존은 이 음반을 발표한 뒤 오노 요코와의 사이에 태어난 친아들 숀 레논을 키우기 위해 주부 선언을 했고, 1980년 요코와의 공동 명의의 음반 《Double Fantasy》를 발표할 때까지 일체 모든 음악 활동을 중단했다.

## 배경
1967년, 비틀즈는 EMI와 9년 간의 계약을 맺었기 때문에 존은 물론, 조지 해리슨과 링고 스타, 그리고 1970년 탈퇴한 폴 매카트니까지 총 4명의 멤버는 해산 후에도 EMI를 통해 솔로 음반을 내고 있었다. 하지만 계약 종료가 1년 앞으로 육박했던 1975년, 존은 EMI와의 관계를 청산할 생각으로 지금까지 미국에서 발매된 자신의 싱글 혹은 싱글 커트 곡들을 수록한 베스트 앨범을 제작, 발표하기로 결정했다.

## 콘텐츠
이 편집 음반은 존의 가장 대중적인 솔로 음원들이 많이 포함되어 있다. 수록곡 중 다섯 곡은 그때까지 음반에 실리지 않고 싱글로만 발표된 곡들이다: <Cold Turkey>, <Instant Karma!>, <Power to the People>, 그리고 홀리데이 싱글인 <Happy Xmas (War Is Over)>와 <Give Peace a Chance>. 후자에서는 <Happy Xmas (War Is Over)>의 끝나는 부분에서 <Give Peace A Chance>의 라이브 버전이 페이드 인 되며 겹치면서 1분 정도 이어지다가 페이드 아웃되고 있다. 싱글들 중 미국 차트 1위, 영국 차트 5위까지 오른 <Whatever Gets You thru the Night>를 포함, 8개의 싱글은 미국 차트 40위 권 내까지 올랐다. 이전에 영국에서 싱글로 발매된 적이 없었던 <Imagine>은 이 음반 발매와 동시에 싱글 발매되었다. 일부 마스터 테이프는 이 편집 음반에 그대로 사용할 수 없어, 더빙으로 더 짧은 페이드 아웃이 사용되었다. <Mother>와 <Woman Is The Nigger Of The World>는 음반으로부터 실린 비 싱글이다.
발매는 존의 오랜 이주 이민 논란이 해결되고, 아들 숀의 탄생 이후 3 주 남짓 해서 이루어졌다. 음반의 제목은 말린 생선의 일종인 일본 음식 가쓰오부시에서 유래한 것이다. 커버의 앞면에는 수록곡들의 개요를 나타낸 그림이, 뒷면에는 타이틀의 어원이 된 가쓰오부시의 콜라주가 그려지는 등 예술적으로 뛰어난 면이 있다.

## 발매, 반응 및 여파
이 편집 음반은 1975년 10월 24일, 영국에서 발매되어 8까지 오르며 정점에 올랐다. 같은 날 영국에서 싱글 컷 되어 발매된 <Imagine>도 6위까지 올랐다.  이 싱글은 애플 레코드를 통해 발매된 존의 마지막 싱글이기도 하다. 이 음반은 존의 사망 이후인 1981년 1월 17일 영국 차트에 다시 입성, 11위까지 올랐다.  이 음반의 발표 후 비틀즈와 애플 레코드와의 녹음 계약은 1976년 2월 만료되었다. 존은 이후 EMI/캐피틀 레코드과의 재계약에 관심이 없었다.

## 트랙 목록
모든 곡들은 특별한 언급이 없는 한 존 레논에 의해 작사/작곡 되었다.
Side one
1. "Medley: Give Peace a Chance / Cold Turkey" – 5:58
2. "Instant Karma! (We All Shine On)" – 3:12
3. "Power to the People" – 3:07
4. "Mother" – 5:06
5. "Woman Is the Nigger of the World" (존 레논, 요코 오노) – 4:37

Side two
1. "Imagine" – 3:01
2. "Whatever Gets You thru the Night" – 3:04
3. "Mind Games" – 4:12
4. "#9 Dream" – 4:46
5. "Medley: Happy Xmas (War Is Over) (존 레논, 요코 오노) / Give Peace a Chance (Reprise)" – 4:18

## 참여 인원
- 존 레논: 프로듀서
- 요코 오노: 프로듀서
- 필 스펙터: 프로듀서
- 로이 코하라: 아트 디렉션, 디자인
- 마이클 브라이언: 일러스트레이션